# Dale Jorgenson

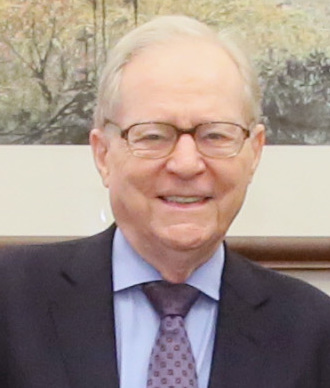
Dale Jorgenson

Dale Weldeau Jorgenson (* 7. Mai 1933 in Bozeman; † 8. Juni 2022 in Cambridge, Massachusetts) war ein US-amerikanischer Wirtschaftswissenschaftler.

## Leben
Jorgenson besuchte eine öffentliche Schule in Helena im US-Bundesstaat Montana. Seinen Bachelor of Arts erhielt er 1955 vom Reed College. 1957 folgte mit dem Artium Magister sein Master der Universität Harvard und zwei Jahre darauf erhielt Dale Jorgenson an derselben Universität einen Ph. D. Anschließend war er an der University of California, Berkeley als Dozent tätig, wo er 1961 zum außerordentlichen und 1963 zum ordentlichen Professor für Volkswirtschaft wurde. Zugleich war er von 1962 bis 1963 als Ford Foundation Research Professor an der University of Chicago. 1969 verließ er die Universität von Kalifornien um zurück nach Harvard zu gehen, wo er ordentlicher Professor und ab 1980 Frederic Eaton Abbe Professor war und ab 2002 Samuel W. Morris University Professor.
Während seiner Zeit in Harvard, am 24. Juli 1971, heiratete Jorgenson Linda Ann Mabus, mit der er zwei Kinder (* 1979 und * 1975) hat.

## Wissenschaftliche Arbeit
Jorgenson hat über 240 Artikel für wissenschaftliche Zeitschriften geschrieben. Weiterhin veröffentlichte er bisher 31 Bücher. Im Juli 1997 schlug er dem Kongress der Vereinigten Staaten vor, eine Steuer auf Treibhausgas zu erheben.
Im Jahr 2000 stand Jorgenson der American Economic Association als gewählter Präsident vor.

## Auszeichnungen
- Mitglied der American Academy of Arts and Sciences 1969[4]
- John Bates Clark Medal der American Economic Association im Jahr 1971
- Mitglied der National Academy of Sciences 1978
- Ehrendoktor der Universität Uppsala im Jahr 1991
- Ehrendoktor der Universität Oslo im Jahr 1991
- Outstanding Contribution Award der International Association of Energy Economists im Jahr 1994
- Mitglied der American Philosophical Society 1998[5]
- Ehrendoktor der Keiō-Universität im Jahr 2003
- Adam-Smith-Preis der National Association for Business Economics im Jahr 2005
- Ehrendoktor der Handelshochschule Stockholm im Jahr 2007

## Werke
- Optimal Replacement Policy, zusammen mit  J. J. McCall and R. Radner,  Amsterdam 1967
- Measuring Performance in the Private Economy of the Federal Republic of Germany 1950-1973, Tübingen 1975
- Productivity and U.S. Economic Growth, mit F. M. Gollop and B. M. Fraumeni, Cambridge 1987
- Tax Reform and the Cost of Capital, mit K.-Y. Yun, Oxford 1991
- International Comparisons of Economic Growth, Cambridge 1995
- Postwar U.S. Economic Growth, Cambridge 1995
- Capital Theory and Investment Behavior, Cambridge 1996
- Tax Policy and the Cost of Capital, Cambridge 1996
- Aggregate Consumer Behavior, Cambridge 1997
- Measuring Social Welfare, Cambridge 1997
- Econometric General Equilibrium Modeling, Cambridge 1998
- Energy, the Environment, and Economic Growth, Cambridge 1998
- Econometric Modeling of Producer Behavior, Cambridge 2000
- Lifting the Burden: Tax Reform, the Cost of Capital, and U.S. Economic Growth, Cambridge 2001
- Economic Growth in the Information Age, Cambridge 2002
- Information Technology and the American Growth Resurgence, Cambridge 2005
- A New Architecture for the U.S. National Accounts, mit J. Steven Landefeld and William D. Nordhaus, Chicago 2006